# 카지미르 풍크

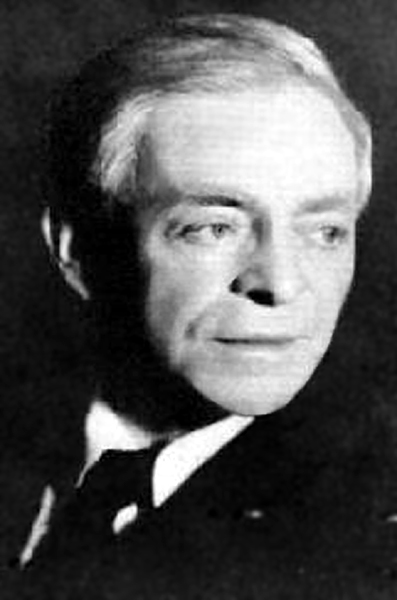
카지미르 풍크

카지미르 풍크(폴란드어: Kazimierz Funk 카지미에시 푼크[*], 영어: Casimir Funk 캐지머 펑크[*], 1884년 2월 23일 ~ 1967년 11월 20일)는 폴란드 출신 미국의 생화학자이다. 1912년에 비타민 가설을 주장하였고 이는 영양에 대한 연구에 큰 도움이 되었다.

## 생애
바르샤바 태생. 베른 대학교에서 박사 학위를 받은 후 파리의 파스퇴르 연구소, 런던의 리스터 예방의학 연구소, 베를린 등에서 연구하였다. 미국에는 1915년에서부터 1923년, 그리고 1939년부터 1967년 뉴욕에서 사망할 때까지 체류하였다.

## 업적
1912년 바이타민 가설을 주장하고, 영양에 있어서 비타민의 중요성에 대해 주창하였다. 그는 각기병, 괴혈병, 펠라그라, 구루병 등이 특정한 필수 영양소의 부족으로 인한 것이라고 주장하였다. 그는 각기병 예방물질(바이타민 B1)을 완전하게 분리해 내지는 못하였으나 그것이 유기염기나 아민의 일종이라는 것은 알 수 있었고 따라서 다른 필수 영양소들도 마찬가지라고 생각하여 그것에 바이타민(vitamine, '생사에 관련된'이란 뜻을 가진 vita-와 아민의 합성어)이라는 이름을 붙였다. 그 후의 연구에 의해서 비타민 B1를 제외한 나머지 비타민이 아민을 함유하고 있지는 않다는 것이 밝혀졌지만, 바이타민(vitamin, 모든 바이타민이 아민은 아니었기 때문에 vitamine에서 e를 제외함)이라는 말은 오늘날까지 계속 쓰이고 있다.
1912년 그는 니코틴산(비타민 B3) 역시 분리해 냈지만, 그것이 펠라그라 예방물질이라는 사실은 알지 못하였다. 그는 이후 암과 성 호르몬에 의한 연구도 하였고, 의약품 생산에 있어서 좀 더 효과적인 방법을 고안하기도 하였다.

## 같이 보기
- 크리스티안 에이크만

## 참고 문헌
- ed. by Grolier Incorporated., The Encyclopedia Americana, Danbury: Grolier, 1994.
- 東亞出版社 百科事典部 편, 《東亞原色 世界大百科事典》, 서울: 東亞出版社, 1982~1983.
- 學園出版公社 事典編纂局 편, 《學園世界大百科事典》, 서울: 學園出版公社, 1993.